# São João da Urtiga
São João da Urtiga é um município brasileiro do estado do Rio Grande do Sul.

## Política

### Prefeitos
Foram prefeitos de São João da Urtiga:
- Verildo Zanin (PP, 1987/1991)
- Valdir Botezzini (PP, 1992/1995)
- Geremias Urio (PT, 1996/1999)
- Verildo Zanin (PP, 2000/2003)
- Verildo Zanin (PP, 2004/2007)
- Ederildo Bachi (PDT), (2008/2016)
- Armando Dupont (2017/2020)